# Kaletka (Purda)
Kaletka (deutsch ebenfalls: Kaletka, Forst) ist ein Ort in der polnischen Woiwodschaft Ermland-Masuren. Er gehört zur Gmina Purda (Landgemeinde Groß Purden) im Powiat Olsztyński (Kreis Allenstein).

## Geographische Lage
Kaletka liegt im Westen der Woiwodschaft Ermland-Masuren, 18 Kilometer südlich der Kreis- und Woiwodschaftshauptstadt Olsztyn (deutsch Allenstein).

## Geschichte
Die kleine Siedlung Kaletka bestand vor 1945 aus einer Försterei und war ein Wohnplatz im Forstgutsbezirk Ramuck im ostpreußischen Kreis Allenstein. Die Volkszählung am 1. Dezember 1905 erbrachte für den Ort ein Wohngebäude bei neun Einwohnern.
Nach der Abtretung des gesamten südlichen Ostpreußen an Polen im Jahre 1945 erhielt Kaletka dieselbe polnische Namensform. Die Ortsstelle ist heute ein Teil der Landgemeinde Purda (Groß Purden) im Powiat Olsztyński (Kreis Allenstein), von 1975 bis 1998 der Woiwodschaft Olsztyn, seither der Woiwodschaft Ermland-Masuren zugehörig. Es gibt derzeit in Kaletka kein Gebäude. Auch die Einwohnerzahl steht bei Null.

## Kirche
Bis 1945 war die Försterei Kaletka in die evangelische Kirche Neu Bartelsdorf (polnisch Nowa Wieś) in der Kirchenprovinz Ostpreußen der Kirche der Altpreußischen Union, außerdem in die römisch-katholische Kirche Wuttrienen (polnisch Butryny) im Bistum Ermland eingepfarrt. Heute gehört Kaletka katholischerseits weiterhin zu Butryny, das heute dem Erzbistum Ermland zugeordnet ist. Evangelischerseits ist Kaletka in die Christus-Erlöser-Kirche Olsztyn (Allenstein) in der Diözese Masuren der Evangelisch-Augsburgischen Kirche in Polen eingegliedert.

## Verkehr
Nach Kaletka führt eine Landwegverbindung, die bei Nowa Kaletka (Neu Kaletka, 1938 bis 1945 Herrmannsort) von der Woiwodschaftsstraße 598 abzweigt und über Stara Kaletka (Alt Kaletka, 1938 bis 1945 Teerwalde) nach hier führt.